# Mozzarella
Mozzarella, vrsta mekanog sira podrijetlom iz južne i srednje Italije. Blagog je, svježeg i mliječnog okusa. Glatke je teksture i bijele do blijedožute boje. Po originalnoj recepturi se proizvodi od mlijeka vodene bivolice, a dobiva se i od kravljeg i ovčjeg mlijeka. Elastične je strukture i bez kore. Sadrži visoki postotak vode. Iz Italije se proširio u mnoge zemlje svijeta, u kojima se proizvodi i konzumira.
Mozzarella se tradicionalno posluživala i konzumirala dan nakon što je proizvedena. Hranjiva je i vrlo kalorična. Najpoznatija je kao originalni sastojak pizze. Koristi se i u pripremi hladnih predjela, salata, sendviča i drugih jela. Bitan je sastojak popularne salate Caprese. Priprema se u kombinaciji s tikvicama i patlidžanima, na roštilju, punjena lososom, tunjevinom, šunkom i na druge načine. U prodavaonicama je dostupna u vakuumiranom obliku ili u paketima koji osim kuglice mozzarelle sadrže sirutku, kako bi se dulje očuvala svježina. Osjetljiva je i obično ne traje dulje od nekoliko dana. Proizvode se i dimljene varijante.
Iako se mozzarella u Italiji spravljala od davnina, najcjenjenija je ona koja se počela dobivati u 16. stoljeću u regiji Campaniji, od nepasteriziranog, gustog i aromatičnog mlijeka poludivljih bivolica. Ta je varijanta poznata pod nazivom "Mozzarella di Bufala Campana" te se konzumira bez velikih intervencija - kao desertni sir, ili u salati Caprese, uz svježu rajčicu, ekstradjevičansko maslinovo ulje, svježe mljevenu morsku sol i papar te svježe listiće bosiljka.
Mozzarella je zaštićena oznakama izvornog podrijetla i kvalitete u propisima Europske unije. Tako se talijanska mozzarella koja se prodaje pod imenom "Mozzarella di Bufala Campana" smije proizvoditi samo u određenim mjestima u talijanskim regijama Campania, Lazio, Apulia i Molise, isključivo od svježeg mlijeka bivolica, i na detaljno propisan način koji jamči čuvanje izvornog recepta i kvalitete namirnica.